# Bram Stoker’s Dracula
Bram Stoker’s Dracula (рус. Дракула Брэма Стокера) — компьютерная игра, выпущенная для игровых платформ NES, SNES, Sega Master System, Mega Drive/Genesis, Sega CD, Sega Game Gear, а также для персональных компьютеров IBM PC (для ОС DOS) и Amiga. Игра основана на одноимённом фильме 1992 года. Все версии являются практически одинаковыми, за исключением версий для Sega CD и DOS.

## Игровой процесс
Игровой процесс отличается на различных платформах. Версии для 16-битных консолей являются платформерами, версия для GameBoy также представляет собой платформер, но упор в ней делается на исследование уровней, а не на битвы. Версия для Sega CD включает FMV-ролики, используемые в качестве фона для уровней, оцифрованные изображения актёров, а также музыку из фильма. Версия для PC является шутером от первого лица.

## Сюжет
Игрок управляет Джонатаном Харкером. Ему помогает Абрахам Ван Хельсинг, который предоставляет новые виды оружия. Джонатан сражается с Люси Уэстенра, ставшей вампирессой, тремя невестами Дракулы, кучером Дракулы, огнедышащим драконом Дракулы, Ренфилдом, а также самим графом Дракулой в разных формах (летучая мышь, молодой Дракула, волк).
Действие игры происходит в сельской местности Румынии, старой деревенской гостинице, замке Дракулы, его подземельях, в некоторых частях Лондона, в склепе Люси, на кладбище и аббатстве Карфэкс.

## Критика
Игра обозревалась в журнале Dragon (№ 202 за 1994 год). Обозреватель Сэнди Петерсен в колонке «Eye of the Monitor» оценила игру в 2 звезды из 5 возможных. Обозреватель Game Players Билли Р. Мун в своём обзоре сравнивает игру с играми Castlevania, которые, по мнению автора, «Дракула» почти бессовестно копирует.
В целом игра получила смешанные оценки критики: некоторые обозреватели оценили игру как очень плохую, другие же, напротив, поставили весьма высокие оценки.